# 春風CF650-2
春風CF650-2是由中國浙江春風動力所設計及生產的摩托車型號，為650TR警用版本，為中國設計及生產的第一輛大馬力電單車，其直列雙缸八氣門引擎引擎容積達650立方厘米，淨重458英磅（208），電單車從靜止加速至時速達每200公里僅需要11秒，配合可以調較的風擋，在高速駕駛時，可以令到風阻減少，從而節省燃料消耗。
春風CF650-2被公安部警用裝備採購中心極力推薦，並且列為指定用車，被多個人民警察交通單位所採用。2014年1月13日，兩輛2014年版本春風CF650-2被香港警務處各總區交通部進行為期7週的測試，以評估將其引進至香港的合適程度。